# Indosuchus
Indosuchus (лат., буквально: индийский крокодил) — динозавр из семейства абелизаврид, обитавший в конце мелового периода (72—66 млн лет назад) на территории современной Индии. Как и большинство теропод, Indosuchus был двуногим хищником, достигал в длину 7 метров и весил 1,2 тонны. Его особенностью было строение черепа, уплощённого сверху и имеющего гребень, что придавало его голове некоторое сходство с крокодильей.

## Этимология
Род был назван Фридрихом фон Хюне и Чарльзом Мэтли, впервые нашедшими останки Indosuchus в 1932 году близ Джабалпура в индийском штате Мадхья-Прадеш. Род был описан в 1933 году на основании фрагментов трёх черепов.

## Систематика
Изначально определить принадлежность Indosuchus к какому-либо семейству оказалось затруднительно. Систематика динозавра вызывала множество споров в научных кругах. Так, Хюне поместил его в Allosauridae. Спустя три десятилетия Аликом Уолкером Indosuchus был отнесён к тираннозавридам. И только открытие других разновидностей абелизаврид, в частности Carnotaurus, позволило с достаточной долей уверенности идентифицировать Indosuchus как одного из них.